# Katia Acín Monrás
Katia Acín Monrás, née à Huesca, en Aragon, le 15 octobre 1923 et morte le 14 décembre 2004 à Pampelune, en Navarre, est une artiste peintre espagnole.

## Famille
Katia Acín Monrás est la fille du peintre Ramón Acín Aquilué et de la pianiste Concha Monrás, tous deux fusillés en tant que républicains durant la guerre d'Espagne par les nationalistes en 1936. Katia et Sol, les deux filles de Ramón et Concha, sont miraculeusement épargnées.

## Biographie
Armée d'une grande résilience dans son adolescence pendant la guerre d'Espagne, elle contribue au travail de mémoire de ses parents, suite à leur assassinat par les nationalistes espagnols, avec sa sœur Sol. Les deux sœurs orphelines, Katia et Sol, vivent avec leur oncle paternel Santos et leur tante Rosa Solano, qui les éduquent et les encouragent à étudier à Jaca.
Katia s'inscrit à l'université de Saragosse, avec, comme spécialité, le Moyen Âge.
En 1946, elle épouse l'avocat Federico García Bragado. Le couple a cinq enfants : Katy, Ana, Conchita, Federico et Ramón.
L'année 1963, malgré la dictature franquiste, elle décide de travailler en tant que professeure.
Veuve en 1977, sous la Transition démocratique, elle décide de déménager à Las Palmas de Grande Canarie où elle exerce librement la profession d'universitaire jusqu'à sa retraite. C'est alors qu'elle se consacre à sa passion, la peinture et le dessin. Elle s'inscrit pour cela en 1988 aux Beaux-Arts de l'université de Barcelone, et en sort diplômée à l'âge de 70 ans. Elle expose alors, dès ce moment, ses gravures élaborées dans son atelier situé dans la ville d'Altafulla, sur la Costa Daurada.

## Postérité
Katia Acín a créé plus de 300 œuvres durant les dernières quinze années de sa vie. 
Elle meurt d'un cancer le 14 décembre 2004 dans une clinique de Pampelune. Elle repose au cimetière de Huesca, avec ses parents, Ramón Acín et Concha Monrás, son mari Federico García Bragado et sa sœur Sol. 
Le collège de Binéfar, ville de la province de Huesca, porte son nom. 

## Expositions principales en Espagne

### Expositions du vivant de l'artiste
- 1996 : Barcelone. Colegi Major Sant Ramon de Penyafort-Montserrat.
- 1997 : Ancienne église de Mont-roig del Camp (Baix Camp).
- 1998 : 
  - Salou (Tarragonès). Exposition collective;
  - Ulldemolins (Priorat). Exposition collective.
- 1999 : Tarragone. Galería de Arte Poetas.
- 2000 : 
  - Saragosse. Sala Juana Francés, mairie de Saragosse;
  - Santa Coloma de Gramenet (Barcelonès). Centre Cultural Can Sisteré.
- 2001 : 
  - Tortosa (Baix Ebre), école d'art et de design;
- 2002 : 
  - Altafulla (Tarragonès). Salle des expositions de la mairie de la ville;
  - Tarragone : 1ère Biennale internationale de la gravure "Contratalla"[7];
  - Madrid : Estampa - 10ème Salon international de gravure et d'at comtemporain.
- 2003 : Tarragone. Port de Tarragone. Exposition collective de sculptures.
- 2004 : Huesca. La Carbonería. Espacio de Arte[8].

### Expositions à titre posthume
- 2010 :
  - Huesca. Diputación Provincial de Huesca. Exposition Una lección de historia (une leçon d'histoire)[9];
  - Barbastro (province de Huesca). Exposition Katia Acin, œuvre graphique[10].
- 2015 : Barbastro. Fundación Ramón J. Sendero - U.N.E.D. avec l'œuvre de son père Ramón Acín Aquilué[11].
- 2020 : Binéfar (province de Huesca). Mairie de Binéfar. Katia Acín. El arte como forma de liberación.
- 2023 : Saragosse. Université de Saragosse, Sala África Ibarra. Katia Acín. Gran Mujer[12].